# Orp-le-Grand
Orp-le-Grand (Nederlands: Groot-Adorp, Waals: Oû-l'-Grand) is een plaats en deelgemeente van de Belgische gemeente Orp-Jauche in de provincie Waals-Brabant en telt ongeveer 2200 inwoners.
Maret en Orp-le-Petit, gelegen ten noorden en ten zuiden van het dorp Orp-le-Grand, zijn onderdeel van Orp-le-Grand. Tot 1 januari 1977 was het een zelfstandige gemeente.
De plaats had ook een station Orp aan spoorlijn 147.

## Bezienswaardigheden

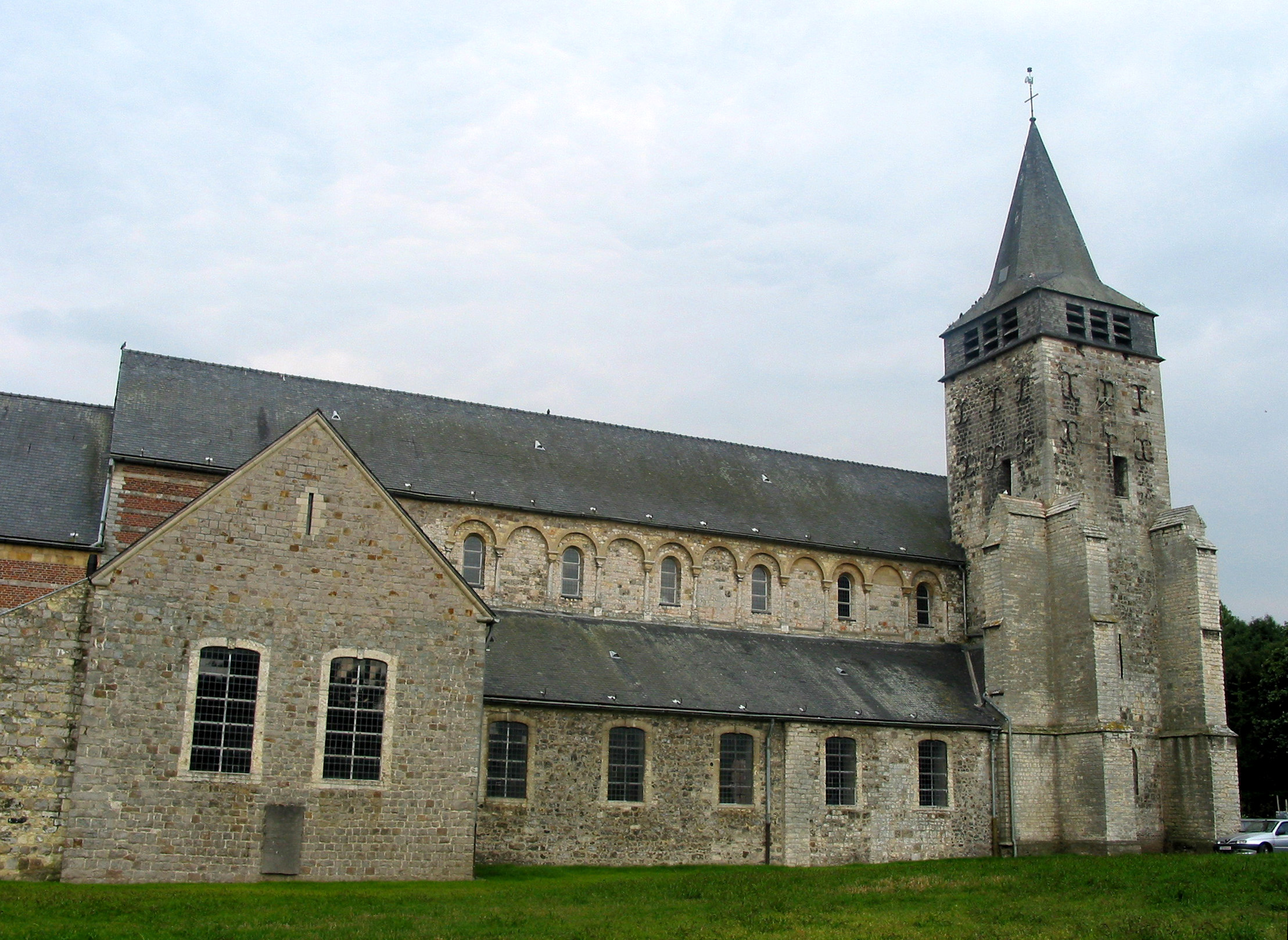
De St-Adela en St-Martinuskerk (XIIde eeuw);

- De Sint-Martinus en Sint-Adeltrudiskerk (Église Saint-Martin et Sainte-Adèle) is met haar verhoogde middenschip en transept bas onmiskenbaar romaans van bouwstijl en verwant aan de Maasarchitectuur. Aan de westzijde bevindt zich een soort vestibule met daarboven een galerij, die elk met twee ranke bogen in verbinding staan met de hoofdbeuk. Ten tijde van de gotiek bouwde men in dit eigenaardige westblok een toren aan de noordzijde. Uitwendig is de middenbeuk versierd met een aantal wandbogen op kolonetten die om de andere een venster omlijsten. Inwendig ziet men een behandeling van de wanden die overeenkomsten vertonen met die in de kerk van Cherain: slanke muurzuilen dragen geprofileerde togen. De kerk, die in de Tweede Wereldoorlog is uitgebrand, werd na 1950 weer gerestaureerd.
- De Sint-Adeltrudiskapel (Chapelle Sainte-Adèle) is een neogotische bedevaartkapel van 1897, gelegen bij de Sint-Adeltrudisbron, waar men het gezicht kon wassen wat heilzaam zou zijn tegen oogziekten.
- De Moulin Bernar is een watermolen op de Kleine Gete.
- Het Château de Tongerloo is een min of meer neoclassicistisch kasteeltje van 1890, gelegen in een park dat aan de oever van de Kleine Gete ligt.

## Natuur en landschap
Orp-le-Grand ligt aan de Kleine Gete. De hoogte aan de kerk bedraagt 70 meter.

## Demografische ontwikkeling
- Bronnen:NIS, Opm:1831 tot en met 1970=volkstellingen, 1976= inwonersaantal op 31 december

## Galerij

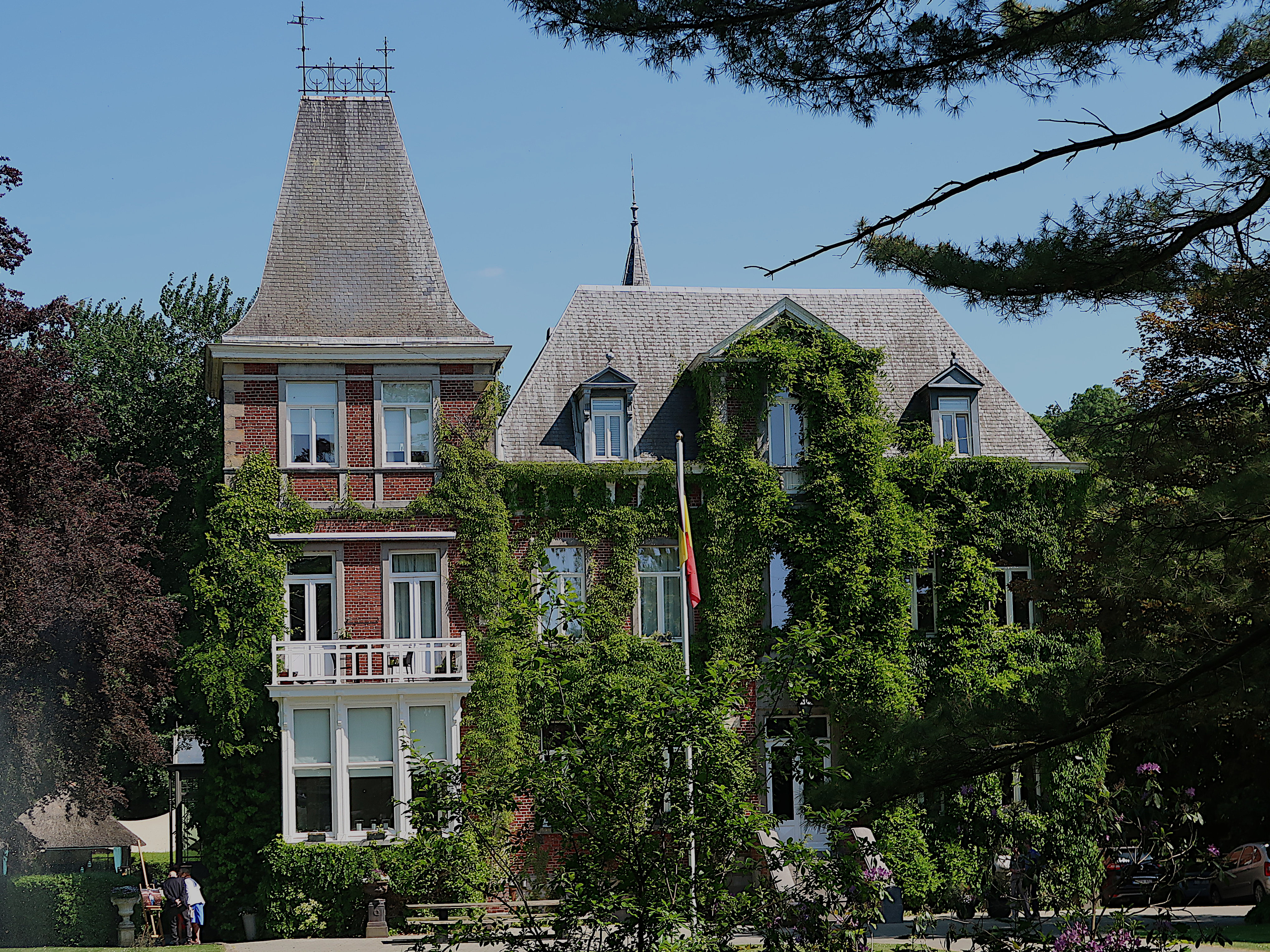
Kasteel van Tongerlo in Orp-le-Grand
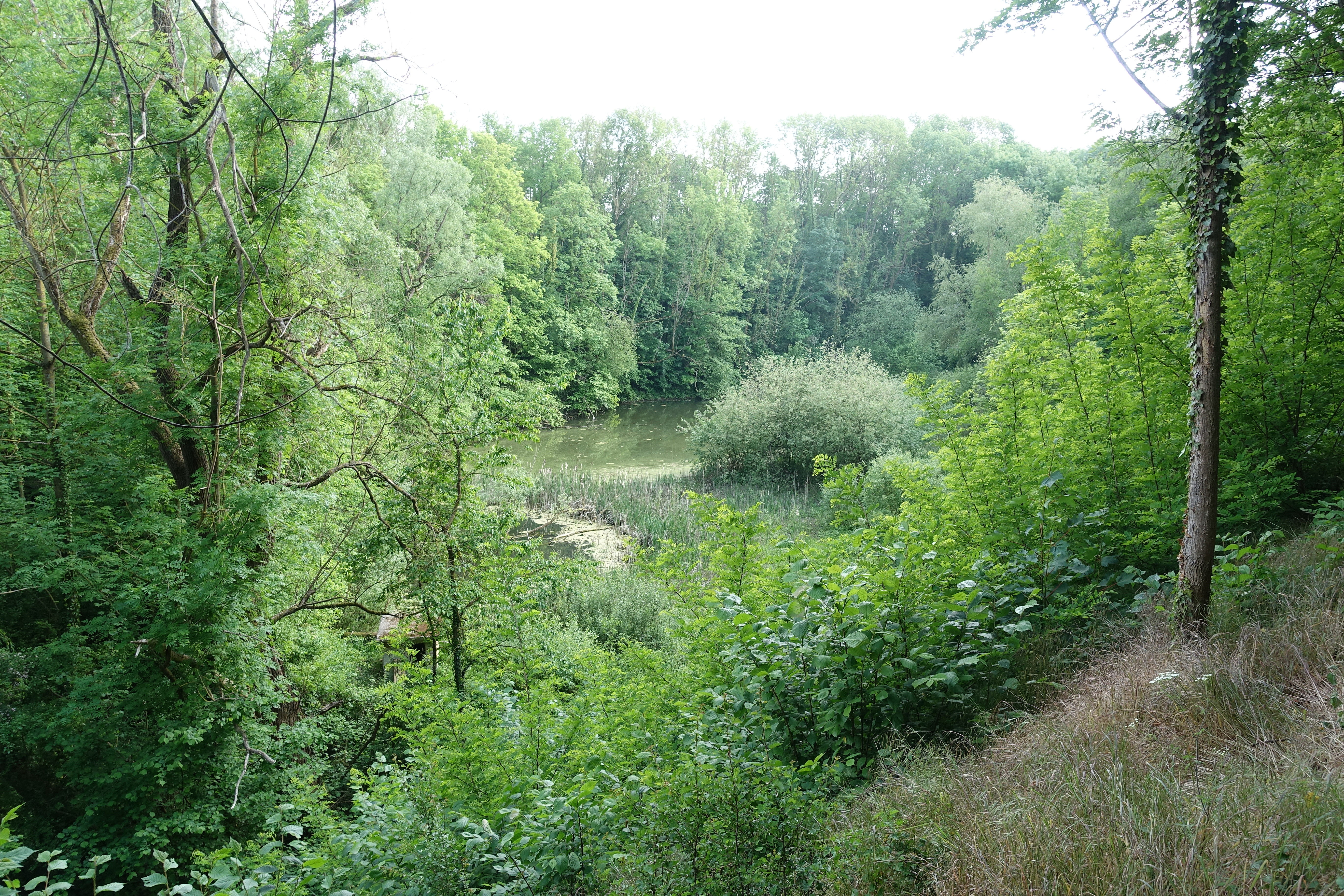
natuurreservaat du Paradis in Orp-le-Petit
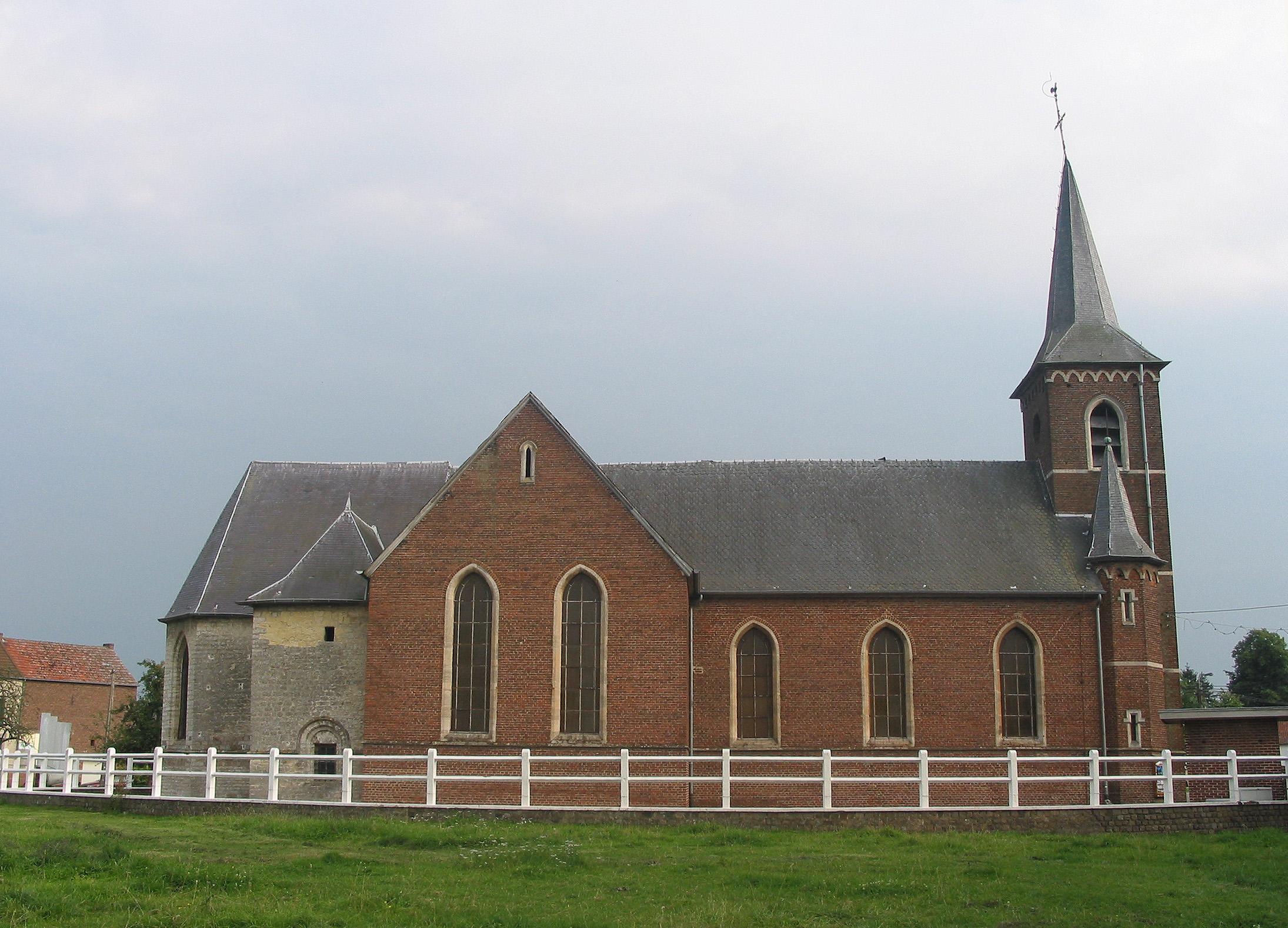
Kerk van Orp-le-Petit
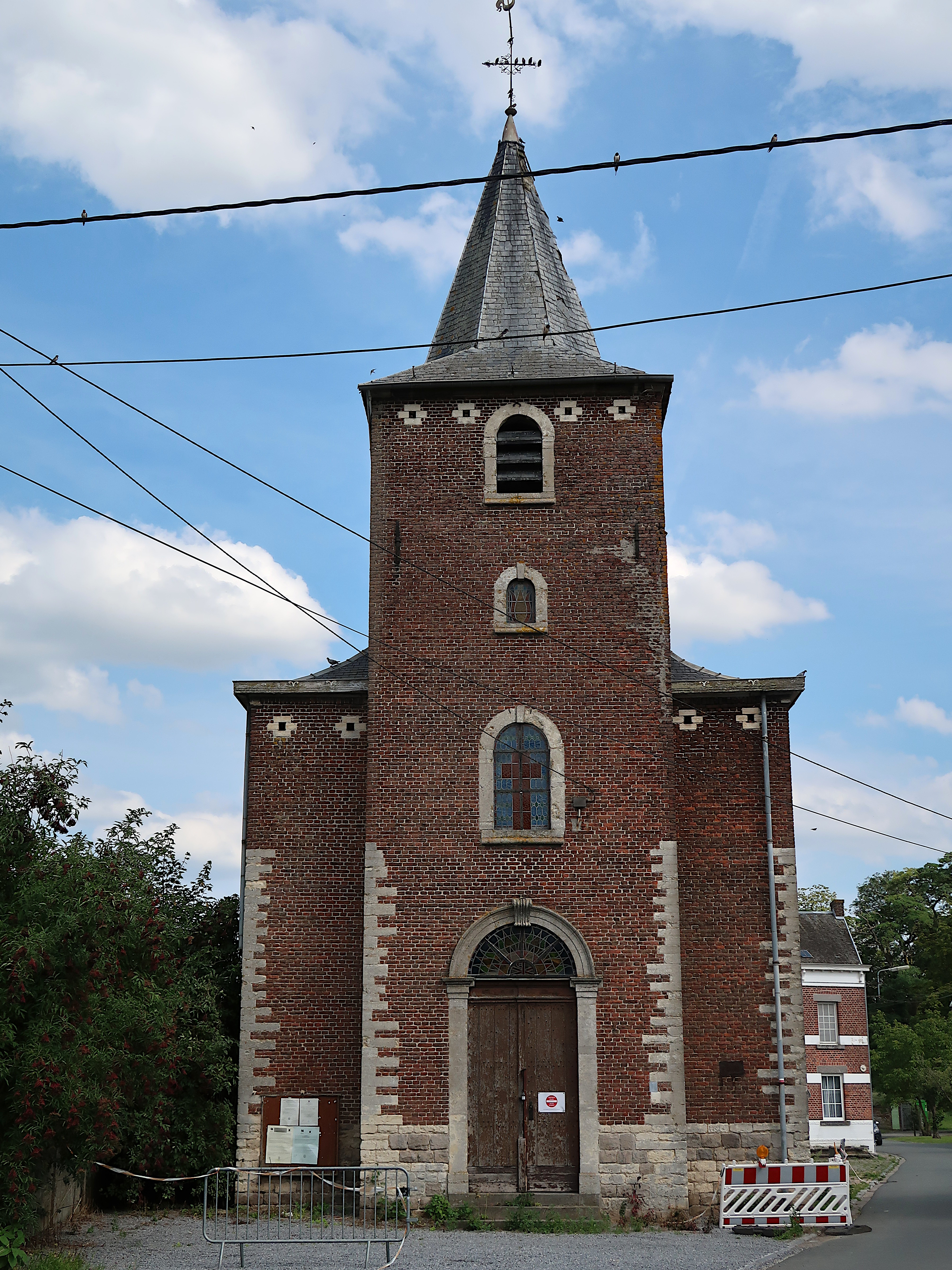
Kerk van Maret
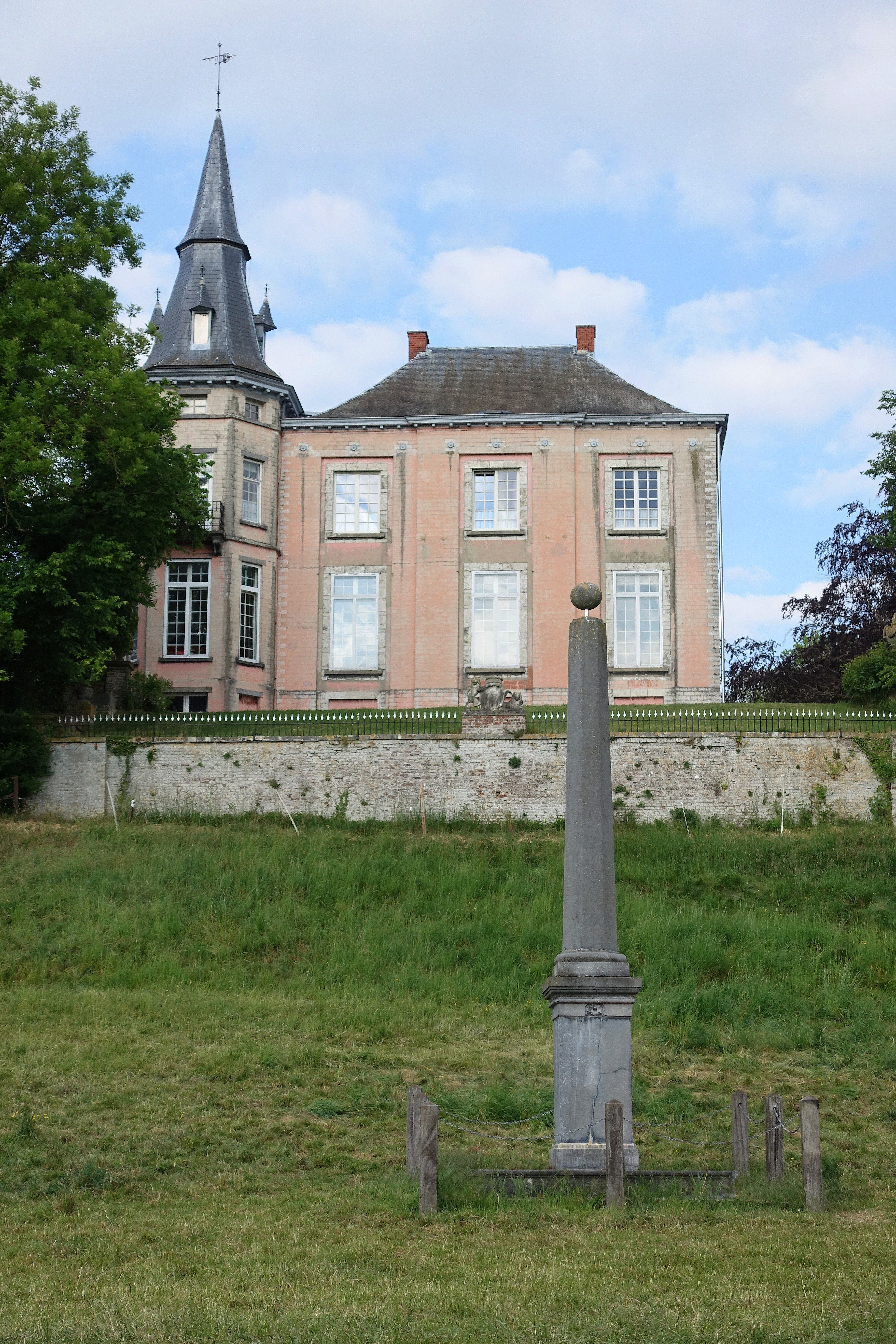
Het rose kasteel en schandpaal in Orp-le-Petit
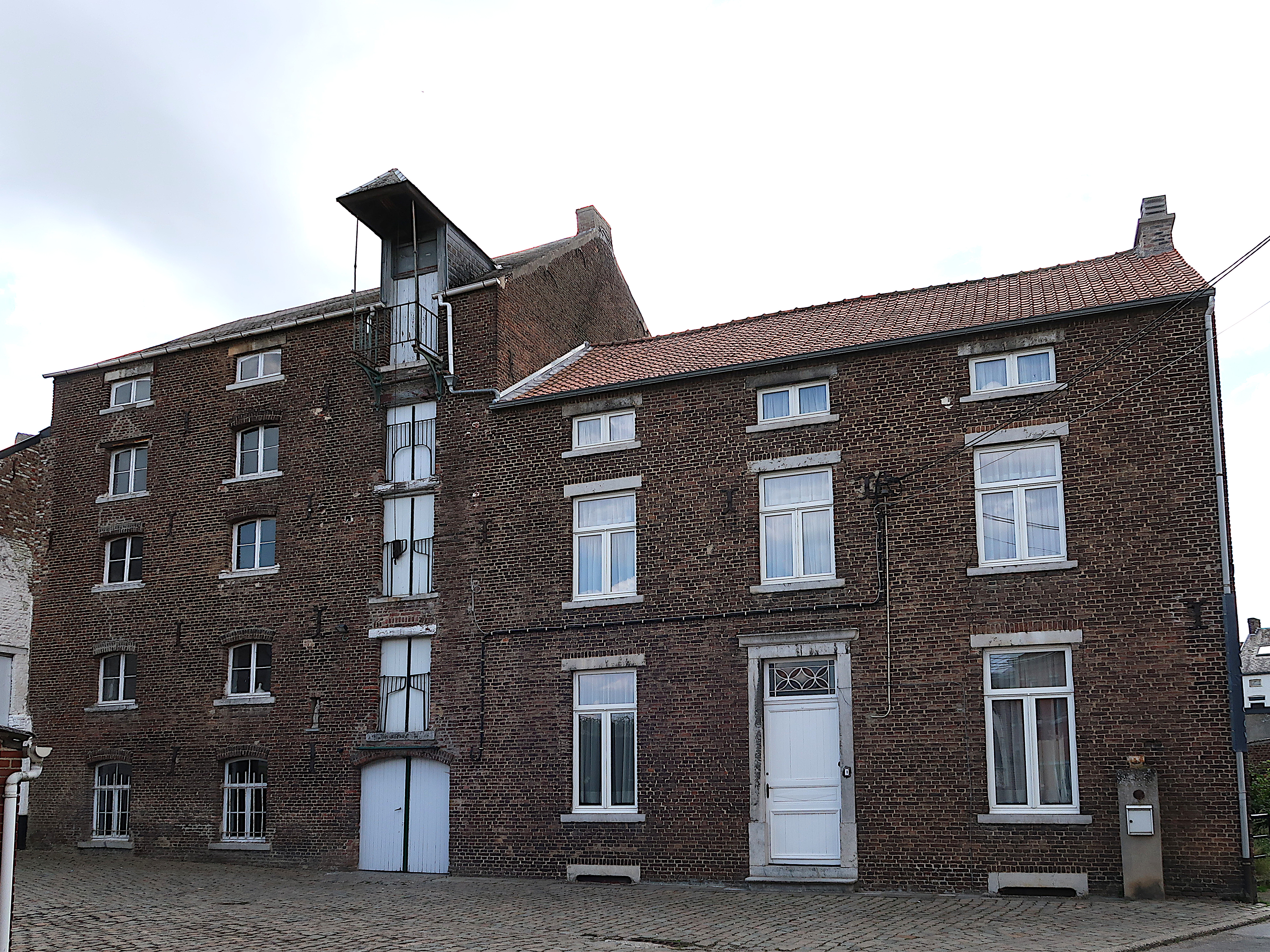
Molen Bernar van 1873
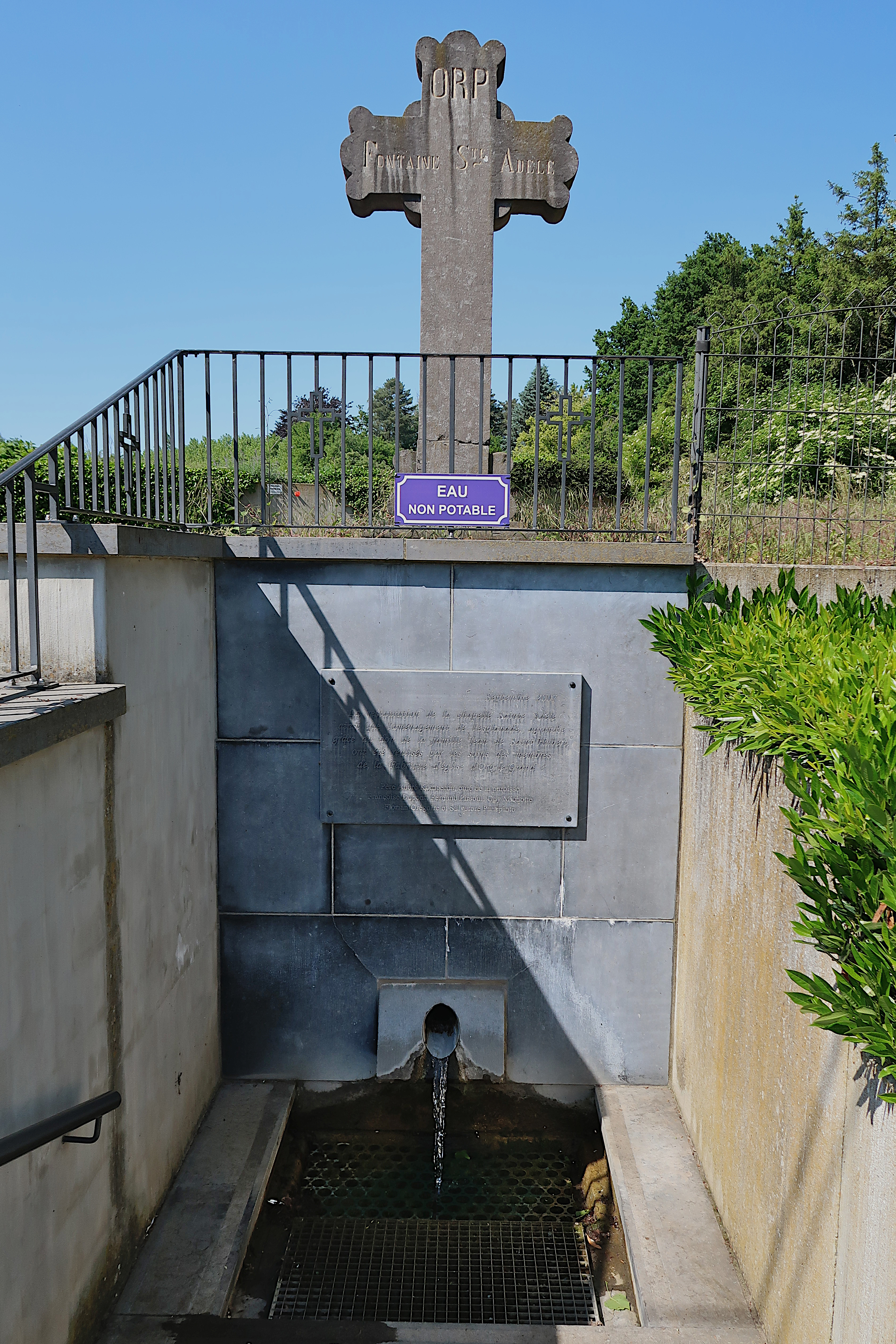
Bron bij kapel Sainte-Adèle

## Nabijgelegen kernen
Orp-le-Petit, Marilles, Noduwez, Maret, Lijsem
Deelgemeenten: Énines · Folx-les-Caves · Geten · Jandrain-Jandrenouille · Marilles · Noduwez · Orp-le-Grand

Overige plaatsen: Jandrain · Jandrenouille

Belgische gemeenten · Arrondissement Nijvel · Waals-Brabant · Wallonië